# Vrútky
Vrútky és una ciutat d'Eslovàquia. Es troba a la regió de Žilina, prop de la ciutat de Martin.

## Geografia
La ciutat es troba a la sortida de la conca hidrogràfica del Turiec, a la confluència dels rius Váh i Turiec, i està envoltada per les muntanyes Malá Fatra a l'oest i al nord.
Vrútky est roba a 3 km al nord de Martin, amb la qual comparteix transport públic; i a 25 km al sud-est de Žilina, la capital de la regió.

## Història
La primera menció de la població de què es té testimoni es realitzà el 1255 amb el nom de Vrukt. Tanmateix, es coneix l'existència d'un assentament anterior amb el nom de Vrutok, en antic eslau. A finals del segle xiii la vila es dividí en dues entitats diferents, Dolné Vrútky i Homé Vrútky. L'església gòtica de Sant Joan Baptista fou erigida el 1285. El 1332 la població es convertí en un municipi independent.
Ja el 1809 Vrútky tenia 300 habitants, i la construcció de la línia ferroviària que unia Košice amb Bohumín el 1871 i, per tant, uní Vrútky amb Zvolen el 1873, juntament amb la instal·lació d'un taller per a ferrocarrils, feu augmentar la població, que conegué un desenvolupament econòmic prou important. A causa de la seva prosperitat, dels 915 habitants que tenia el 1869 passà als 1.944 el 1880 i ràpidament als 4.345 el 1900. Entre el 1949 i el 1954 els termes municipals de Vrútky i Martin s'uniren per formar la ciutat de Martin-Vrútky, però el 1990 el municipi tornà a recuperar el seu estatus de ciutat.

## Demografia
| Godina             | 1994 | 2004   | 2014   | 2024   |
| ------------------ | ---- | ------ | ------ | ------ |
| Nombre de persones | 7344 | 7275   | 7666   | 7397   |
| Diferència         |      | −0,93% | +5,37% | −3,50% |

| Godina             | 2023 | 2024   |
| ------------------ | ---- | ------ |
| Nombre de persones | 7399 | 7397   |
| Diferència         |      | −0,02% |

El 2001 la ciutat tenia 7.298 habitants, dels quals el 96,01% eren eslovacs, l'1,33% txecs, el 0,47% gitans i el 0,33% hongaresos. La religió majoritària és la catòlica, professada pel 50,34% de la població; mentre que els no afiliats a cap religió suposaven el 24,86% i els luterans amb un significatiu 19,01%.

## Ciutats agermanades
- Bebra, Alemanya
- Fulnek, República Txeca
- Nymburk, República Txeca
- Łaziska Górne, Polònia

## Galeria d'imatges

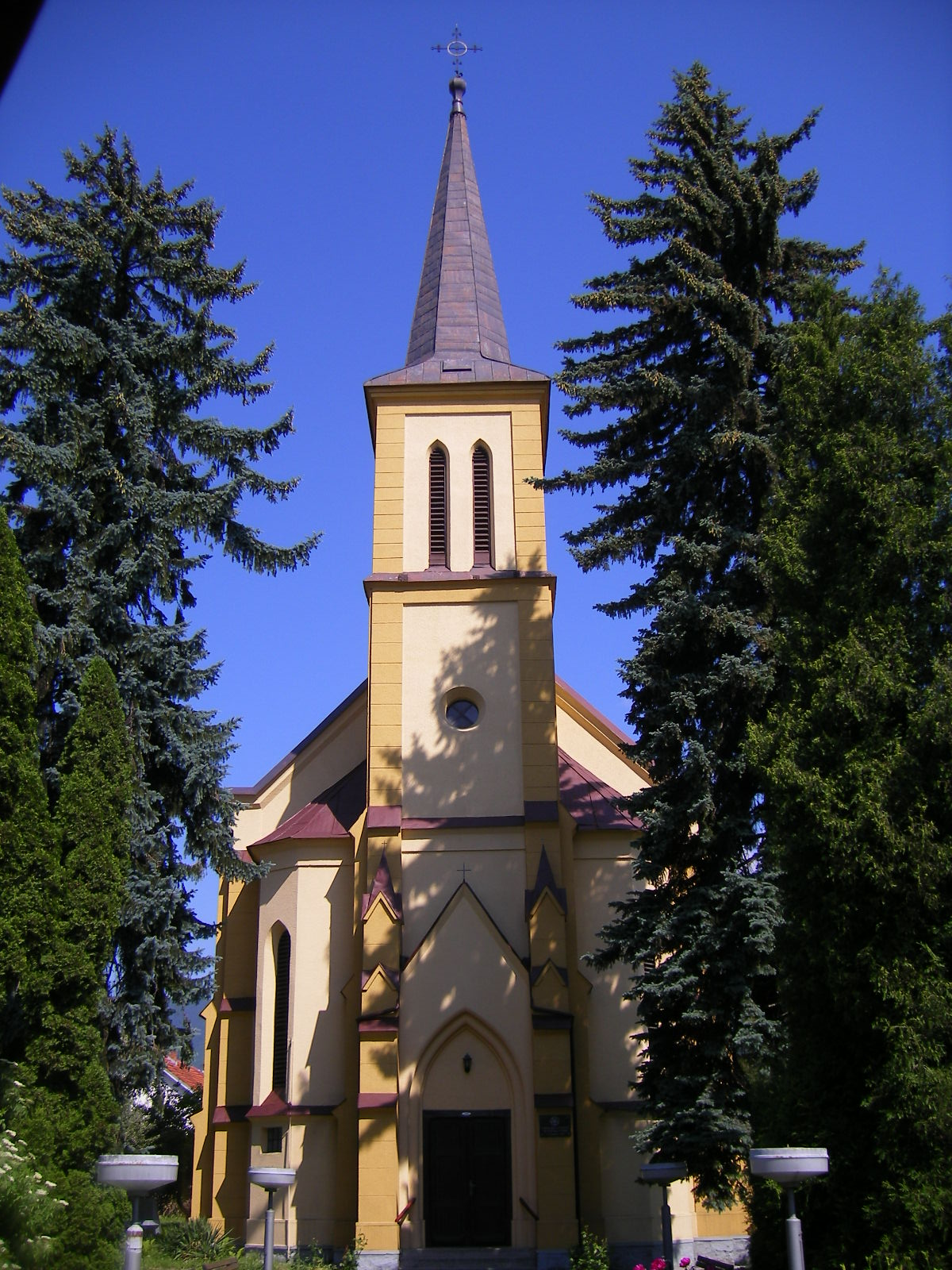
Temple evangèlic de Vrútky
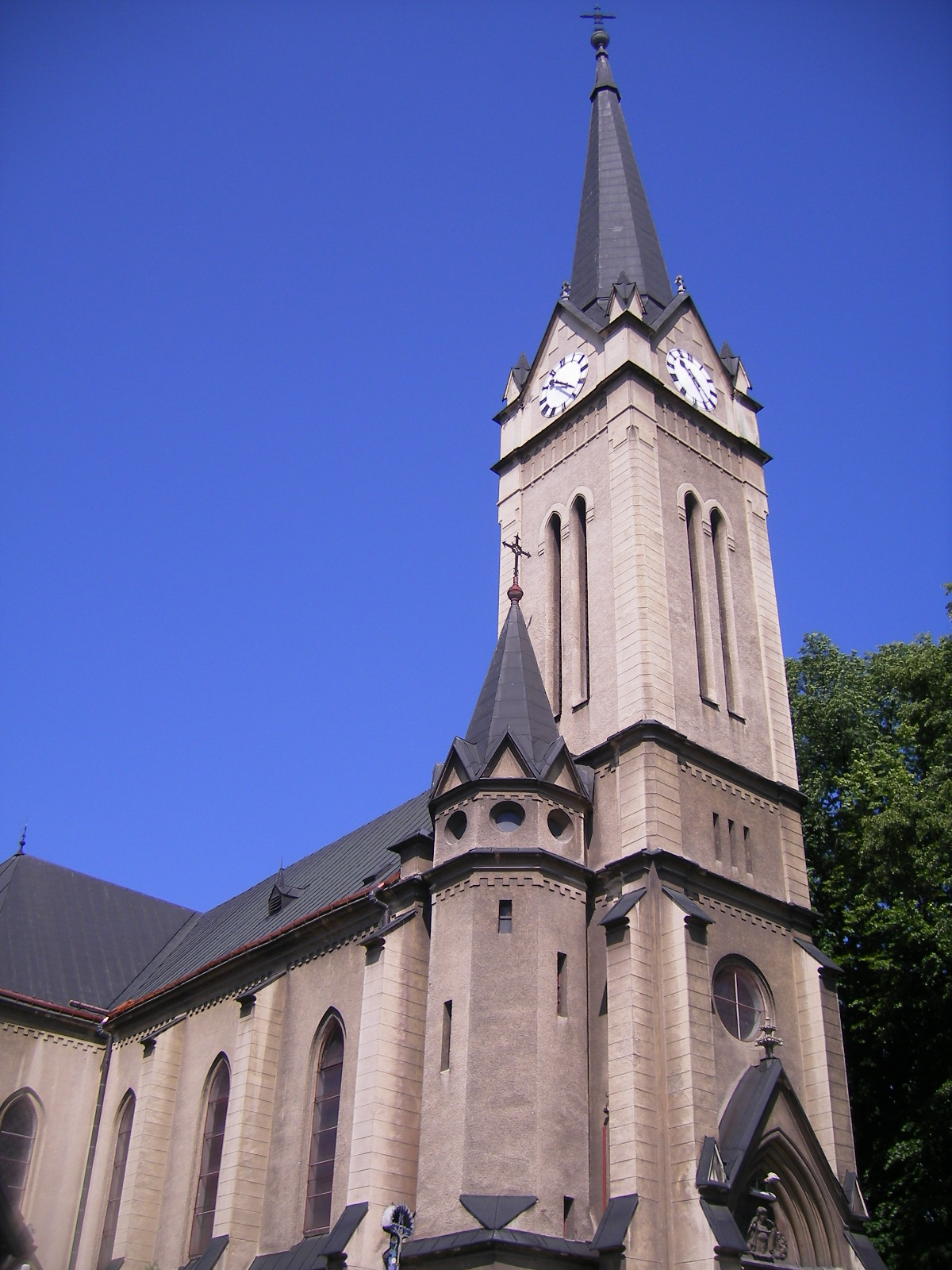
Església catòlica de Vrútky